# Nizina Sępopolska
Nizina Sępopolska (841.59) – mezoregion fizycznogeograficzny w północno-wschodniej Polsce i w południowej części obwodu królewieckiego, stanowiący środkową część Niziny Staropruskiej.

## Środowisko przyrodnicze
W Polsce obejmuje równinny obszar około 1160 km², przecięty dwiema dużymi dolinami rzek Łyny i Gubra. Większe jezioro: Oświn – 6,4 km². Gdzieniegdzie równinę pokrywa warstwa czerwonego iłu – pozostałość po tymczasowych jeziorach, tworzących się na przedpolu wycofującego się lądolodu. Jest mezoregionem typu obniżeń, kotlin, większych dolin i równin akumulacji wodnej przeważnie z wydmami w regionie nizin i obniżeń.
Graniczy od wschodu z Krainą Wielkich Jezior Mazurskich i Krainą Węgorapy, od południa w Wysoczyzną Jeziorańsko-Bisztynecką i Pojezierzem Mrągowskim, od zachodu ze Wzniesieniem Górowskim, zaś od północy z równiną związaną z doliną Pregoły.
Na obszarze równiny położone są miasta Bartoszyce, Korsze, Sępopol i Lidzbark Warmiński.